# Segunda Divisão Albanesa
A Segunda Divisão Albanesa (em albanês:Kategoria e Dytë) é o terceiro escalão do futebol da Albânia. Era chamada de Segunda Divisão até 2003. O Kategoria e Dytë tem dois grupos, A e B, que são divididos geograficamente. Existem 14 equipes no Grupo A, enquanto o Grupo B tem 13 equipes. Os vencedores de cada grupo ganham o direito de serem promovidos à Kategoria e Parë e também disputam uma única final para decidir o campeão. As equipes que terminam nas 2 últimas posições de cada grupo são rebaixadas para a Kategoria e Tretë.

## Clubes 20/21

### Grupo A[1]
| Clube                | Cidade       | Estádio                | Capacidade |
| -------------------- | ------------ | ---------------------- | ---------- |
| Ada                  | Velipojë     | Adriatik Velipojë      | 1,200      |
| Bulqiza              | Bulqizë      |                        |            |
| Gramshi              | Gramsh       | Mislim Koçi Stadium    | 1,500      |
| Iliria               | Fushë-Krujë  | Redi Maloku Stadium    | 3,000      |
| Internacional Tirana | Tirana       | Internacional Complex  | 1,000      |
| Klosi                | Klos         |                        |            |
| Luzi 2008            | Luz i Vogël  | Luz i Vogël Stadium    | 600        |
| Mirdita              | Rrëshen      |                        |            |
| Sopoti               | Librazhd     | Sopoti Stadium         | 3,000      |
| Spartaku Tiranë      | Tirana       | Stadiumi Marko Boçari  | 2,500      |
| Shënkolli            | Shënkoll     | Shënkoll Stadium       | 500        |
| Shkumbini            | Peqin        | Shkumbini Stadium      | 5,000      |
| Tërbuni              | Pukë         | Ismail Xhemali Stadium | 1,950      |
| Valbona              | Bajram Curri |                        |            |

### Grupo B[2]
| Clube     | Cidade   | Estádio                   | Capacidade |
| --------- | -------- | ------------------------- | ---------- |
| Albpetrol | Patos    | Alush Noga Stadium        | 2,150      |
| Butrinti  | Sarandë  | Butrinti Stadium          | 5,000      |
| Delvina   | Delvinë  | Panajot Pano Stadium      | 2,500      |
| Devolli   | Bilisht  | Bilisht Stadium           | 3,000      |
| Gramozi   | Ersekë   | Ersekë Stadium            | 2,000      |
| Këlcyra   | Këlcyrë  | Fusha Sportive Këlcyrë    | 1,000      |
| Labëria   | Vlorë    |                           |            |
| Maliqi    | Maliq    | Jovan Asko Stadium        | 1,500      |
| Memaliaj  | Memaliaj | Karafil Caushi Stadium    | 1,500      |
| Naftëtari | Kuçovë   | Bashkim Sulejmani Stadium | 5,000      |
| Përmeti   | Përmet   | Durim Qypi Stadium        | 4,000      |
| Skrapari  | Çorovodë | Skrapar Sports Field      | 1,500      |
| Tepelena  | Tepelenë | Sabaudin Shehu Stadium    | 2,000      |

## Campeões
| Temporada | Campeão                    | Vice-campeão               |
| --------- | -------------------------- | -------------------------- |
| 1960      | Ylli i Kuq                 |                            |
| 1961      | Butrinti                   |                            |
| 1962      | Erzeni                     |                            |
| 1962–63   | Punëtori                   |                            |
| 1963–64   | Tërbuni                    |                            |
| 1964–65   | Punëtori                   |                            |
| 1965–66   | Tërbuni                    |                            |
| 1966–67   | Përparimi                  |                            |
| 1968      | 22 Tetori                  |                            |
| 1969–74   | Temporadas não realizadas. | Temporadas não realizadas. |
| 1974–75   | Vetëtima                   |                            |
| 1975–76   | Minatori                   |                            |
| 1976–77   | Korabi                     |                            |
| 1977–78   | Korabi                     |                            |
| 1978–79   | Shkumbini                  |                            |
| 1979–80   | Butrinti                   |                            |
| 1980–81   | Erzeni                     |                            |
| 1981–82   | Përparimi                  |                            |
| 1982–83   | Korabi                     |                            |
| 1983–84   | Sopoti                     |                            |
| 1984–85   | Ylli i Kuq                 |                            |
| 1985–86   | Ballsh i Ri                |                            |
| 1986–87   | Veleçiku Dajti Bistrica    |                            |
| 1987–88   | Turbina                    |                            |
| 1988–89   | 21 Shkurti                 |                            |
| 1989–91   | Temporadas não realizadas. | Temporadas não realizadas. |
| 1991–92   | KF Rubiku                  |                            |
| 1992–95   | Temporadas não realizadas. | Temporadas não realizadas. |
| 1995–96   | Porto Shëngjin             |                            |
| 1996–97   | Temporadas não realizadas. | Temporadas não realizadas. |
| 1997–98   | Everest                    |                            |
| 1998–99   | Ilir Viking                |                            |
| 1999–00   | KF Këlcyra                 |                            |
| 2000–01   | Veleçiku                   |                            |
| 2001–02   | Albania Fushë Kuqe         |                            |
| 2002–03   | Partizani Academy          |                            |
| 2003–04   | Kastrioti Krujë            | KS Pogradeci               |
| 2004–05   | Turbina                    | Minatori                   |
| 2005–06   | KS Burreli                 | Bilisht Sport              |
| 2006–07   | Bylis                      | Dajti                      |
| 2007–08   | Gramozi                    | Tërbuni                    |
| 2008–09   | KF Memaliaj                | KF Gramshi                 |
| 2009–10   | KF Vlora                   | Adriatiku                  |
| 2010–11   | FK Kukësi                  | KF Himara                  |
| 2011–12   | Tërbuni                    | Partizani                  |
| 2012–13   | Albpetrol                  | Veleçiku                   |
| 2013–14   | Iliria                     | Sopoti                     |
| 2014–15   | KF Gramshi                 | Korabi                     |
| 2015–16   | Tomori                     | KF Shënkolli               |
| 2016–17   | FK Egnatia                 | Naftëtari                  |
| 2017–18   | FK Vora                    | Elbasani                   |
| 2018–19   | Tërbuni                    | Devolli                    |
| 2019–20   | Vora                       | Tomori                     |